# Saint Marks
Saint Marks é uma cidade localizada no estado americano da Flórida, no condado de Wakulla. Foi incorporada em 1963.

## Geografia
De acordo com o United States Census Bureau, a cidade tem uma área de 5 km², onde todos os 5 km² estão cobertos por terra.

## Demografia
Segundo o censo nacional de 2010, a sua população é de 293 habitantes e sua densidade populacional é de 58,6 hab/km². É a localidade menos populosa do condado de Wakulla. Possui 206 residências, que resulta em uma densidade de 41,2 residências/km².